# Tony Dumas
Pour les articles homonymes, voir Dumas.
Tony Dumas, né le 25 août 1972 à Chicago dans l'Illinois, est un joueur américain de basket-ball qui joua quelques années en NBA.

## Biographie
Après avoir fait ses classes à l'université du Missouri-Kansas City, Tony Dumas est drafté en 19e position par les Mavericks de Dallas en lors de la Draft 1994 de la NBA. Il passe quatre années à Dallas, présentant en 1995-1996 de bonnes statistiques (11,6 pts en 67 matches). Il participe au Slam Dunk Contest 1995 dans lequel il rate ses trois dunks, devenant par la même l'un des rares compétiteurs à ne pas avoir réussi une seule tentative lors d'un concours.
Par la suite, il fera deux essais chez les Cavaliers de Cleveland et les Suns de Phoenix, sans grande réussite, achevant ainsi une brève carrière NBA.